# Raja Gemini
Sutan Ibrahim Karim Amrullah (Baldwin Park, Califòrnia, 14 de juny de 1974), sovint abreujat com Sutan Amrull, és un maquillador i drag queen dels Estats Units que treballa sota el nom artístic de Raja Gemini. És més conegut com a guanyador de la temporada 3 de RuPaul's Drag Race, i també per la seva feina al reality show de televisió America's Next Top Model, en què feu de maquillador del programa durant nou edicions (de la quatre a la dotze).
Entre els clients d'Amrull com a maquillador hi ha Tyra Banks, Dita von Teese, Pamela Anderson, Paulina Porizkova, Iman, Iggy Azalea, RuPaul i Twiggy. Des del 2009, Amrull és també maquillador del cantant Adam Lambert per a premsa escrita, aparicions en directe als Estats Units i la gira Glam Nation Tour de 2010.

## Biografia
Amrull va néixer a Baldwin Park, Califòrnia, a l'oest dels Estats Units. El seu difunt pare, Abdul Wadud Karim Amrullah, era el germà menor de l'ulema i filòsof indonesi Hamka Als tres anys, la seva família es va traslladar a Indonèsia (d'on són els seus pares) i s'hi van quedar sis anys abans de tornar als Estats Units.

## Carrera

### Inicis professionals
Quan tenia setze anys, Amrull va introduir-se a l'escena drag assistint a diverses discoteques de Los Angeles amb els seus amics. Formava part d'un sector del drag que s’inspirava en les subcultures goth i punk. Els primers anys de la seva carrera en el drag a principis dels 90 els va passar sota el pseudònim de Crayola.
Va estudiar durant dos anys a la Universitat Estatal de Califòrnia Fullerton, com a estudiant d'art, centrant-se en la direcció d'art i la il·lustració, i després va decidir fer una carrera en maquillatge i personificació femenina.

### RuPaul's Drag Race

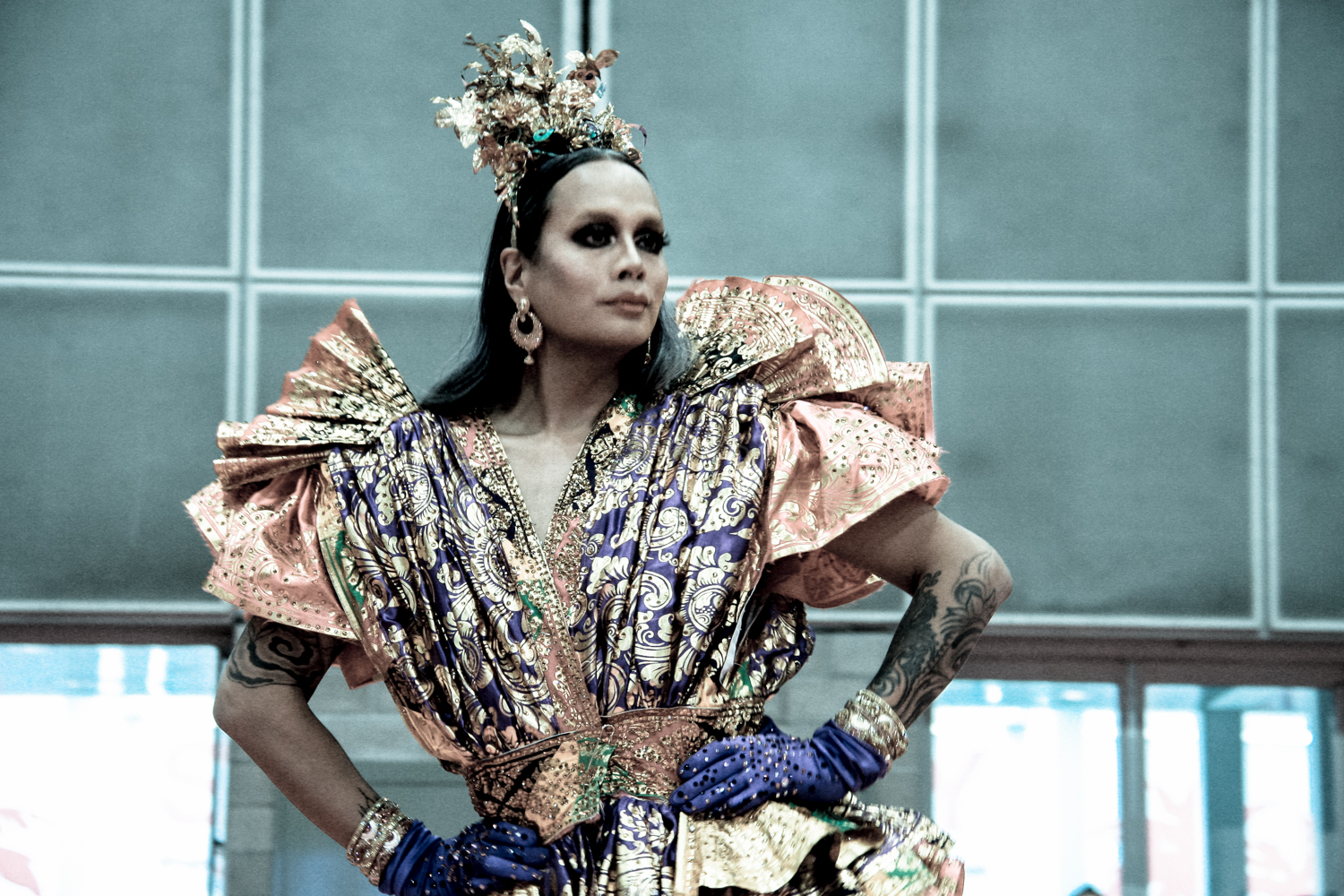
Raja l'any 2019 a Los Angeles

Va ser una de les concursants de la tercera temporada de RuPaul's Drag Race sota el monònim Raja. A l'episodi final, després d'una batalla de playback amb Manila Luzon, Raja va ser declarada guanyadora de la tercera temporada del programa i va coronar-se America's Next Drag Superstar. Com a part de les seves funcions com a guanyadora de la tercera temporada de Drag Race, Raja va fer una gira pels Estats Units i el Canadà a la Logo's Drag Race Tour l'any 2011. Raja és la primera i única guanyadoraasiàtica dels Estats Units de la història de RuPaul's Drag Race.

### Altres ocupacions
Va ser maquillador a America's Next Top Model des del 2005 fins al 2009.
Al maig de 2011, Amrull va llançar el seu primer senzill com a Raja, titulat "Diamond Crowned Queen". El senzill va debutar al número cinquanta de la Billboard Hot Dance Club Songs, abans d'arribar al número trenta-cinc. El 21 d'agost de 2012 es va publicar el seu segon senzill "Sublim". El seu tercer senzill, "Zubi Zubi Zubi" va ser publicat l'1 de juny de 2013.
Des del 2014, ha presentat la secció setmanal de WOWPresents a YouTube, RuPaul's Drag Race Fashion Photo RuView, amb la seva companya Raven, també concursant de Drag Race.
Al febrer de 2017 va actuar com a criatura intergalàctica al videoclip del senzill "Fun" de Blondie. També va aparèixer a la campanya de Diesel "Make Love Not Walls" dirigida per David LaChapelle i en una campanya per a Urban Decay al costat de les companyes de Drag Race Alaska Thunderfuck, Jiggly Caliente i Katya Zamolodchikova.
Va participar com a protagonista a l'episodi d'Els Simpson "Werking Mom", que es va emetre el 18 de novembre de 2018. El juny de 2019, va ser una de les 37 drag queens que van aparèixer a la portada de la revista New York.

## Vida privada
El 14 de desembre de 2017, Amrull es va casar amb Ryan Turner a Norwalk, Califòrnia.

## Discografia

### Senzills
| Títol                   | Any  | Posició més alta a les llistes d'èxits |
| Títol                   | Any  | US Dance                               |
| ----------------------- | ---- | -------------------------------------- |
| "Diamond Crowned Queen" | 2011 | 35                                     |
| "Sublime"               | 2012 | -                                      |
| "Zubi Zubi Zubi"        | 2013 | -                                      |
| "Cholita"               | 2015 | -                                      |
| "Divine"                | 2017 | -                                      |
| "Moodbored"             | 2019 | -                                      |